# 未成年 (漫畫)
《未成年》是中國漫畫家客心的漫画，在《漫友》杂志上发表 ，其故事透出来的是坚强和乐观。漫画于2006年推出，里面讲述的是小孩韩絮回中国展开新生活的故事。